# Zoo de Leipzig
El zoo de Leipzig es un parque zoológico situado en la localidad alemana de Leipzig. El recinto abrió sus puertas el 9 de junio de 1878 y fue adquirido por la ciudad de Leipzig en 1920 después de la Primera Guerra Mundial. 

## Características
Tiene una superficie de 225.000 m² y aloja a más de 2.000 animales de 500 especies diferentes. El zoo cuenta con fama internacional por su exhibición de carnívoros. Ha criado a más de 2.000 leones, 250 tigres de Siberia y otros carnívoros como osos.
El zoo ganó en popularidad en 2011 gracias a la popular zarigüeya Heidi. El zoológico de Leipzig está abierto todos los días de 9:00 a 18:00 horas.

## Enlaces externos

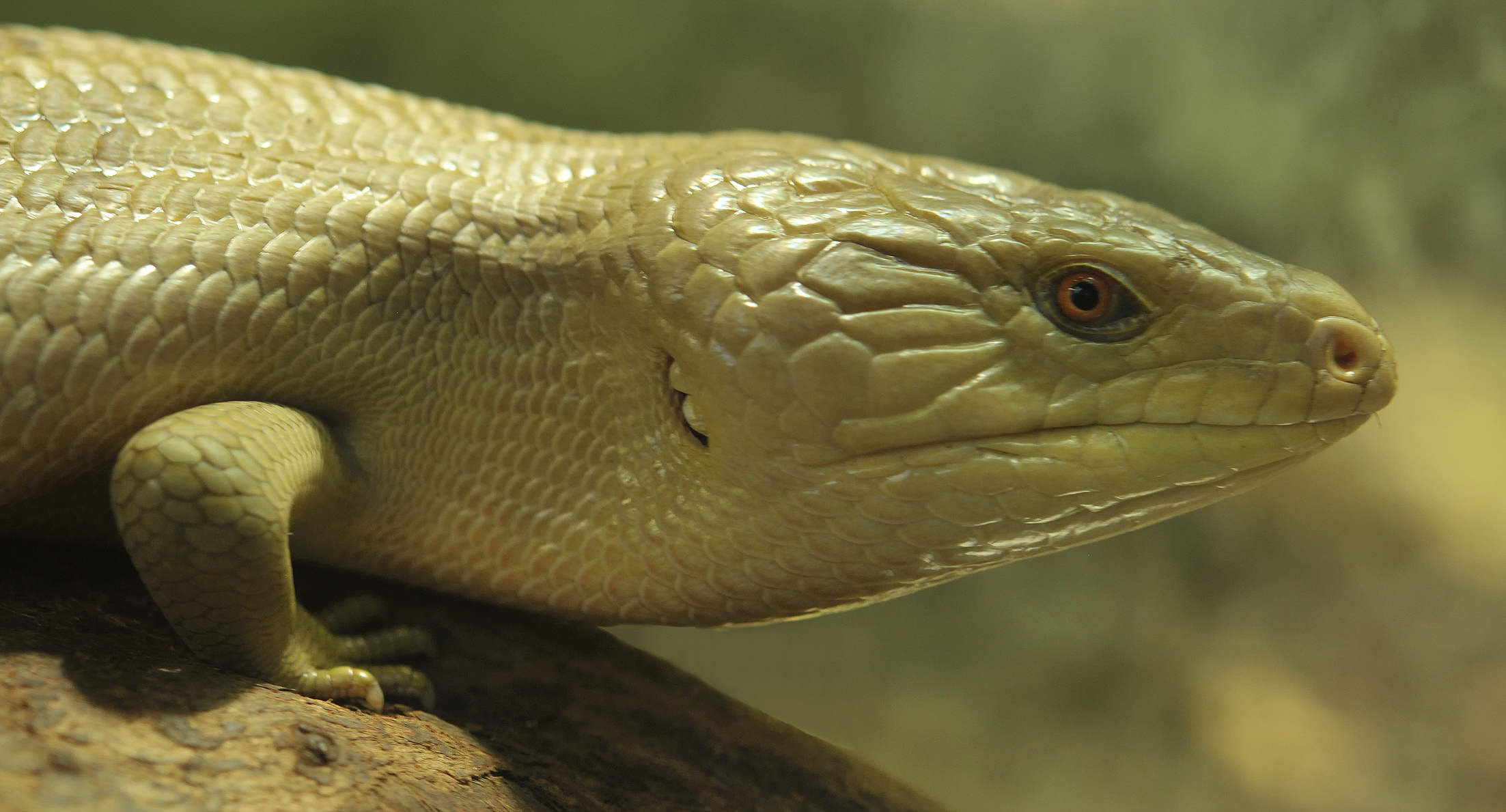
Tiliqua scincoides en el Zoo de Leipzig